# Zweite Verordnung über Ausnahmen von den Vorschriften der Fahrerlaubnis-Verordnung
Die Zweite Verordnung über Ausnahmen von den Vorschriften der Fahrerlaubnis-Verordnung bestimmt, dass beschussfeste Fahrzeuge mit einer zulässigen Gesamtmasse bis 4100 kg, abweichend von der Vorschrift des § 6 der deutschen Fahrerlaubnis-Verordnung, mit einer Fahrerlaubnis der Klasse B geführt werden dürfen, sofern sie vom Bundeskriminalamt oder den Polizeien der Länder eingesetzt werden. Sowohl an die Fahrer als auch an die Fahrzeuge werden dabei besondere, in der Anlage der Verordnung aufgeführte Anforderungen gestellt. 
Die Fahrer müssen Inhaber der Fahrerlaubnis der Klasse B sein und an einer vom Bundeskriminalamt oder den Polizeien der Länder durchgeführten zusätzlichen Fahrausbildung teilnehmen. Sie dürfen zu Beginn dieser Ausbildung keine Punkte im Fahreignungsregister haben. Die Ausbildung umfasst mindestens drei Tage mit jeweils acht Unterrichtsstunden und enthält einen theoretischen und einen praktischen Teil. Über den Abschluss der Ausbildung wird von der ausbildenden Polizei eine Bescheinigung erstellt, welche die Fahrer mitführen müssen. Außerdem müssen die Fahrer einmal jährlich an einem Wiederholungs- und Vertiefungskurs teilnehmen.
Die Fahrzeuge müssen über eine europäische Typgenehmigung oder eine Einzelgenehmigung gemäß Artikel 24 der Richtlinie 2007/46/EG verfügen und die Anforderungen an Bremssysteme nach Anhang I Nummer 2.2.1 der Richtlinie 71/320/EWG erfüllen. Die Abmessungen und Sichtverhältnisse der Fahrzeuge sollen denen eines Personenkraftwagens der Klasse M1, AA Limousine im Sinne von Anhang II Teil C der Richtlinie 2007/46/EG entsprechen.
Die Verordnung wurde vom Bundesministerium für Verkehr, Bau und Stadtentwicklung erlassen und trat am 31. Dezember 2011 in Kraft.